# Franz Keil (Kartograf)

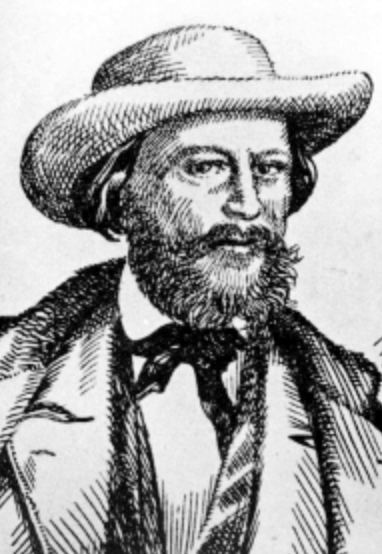
Franz Keil

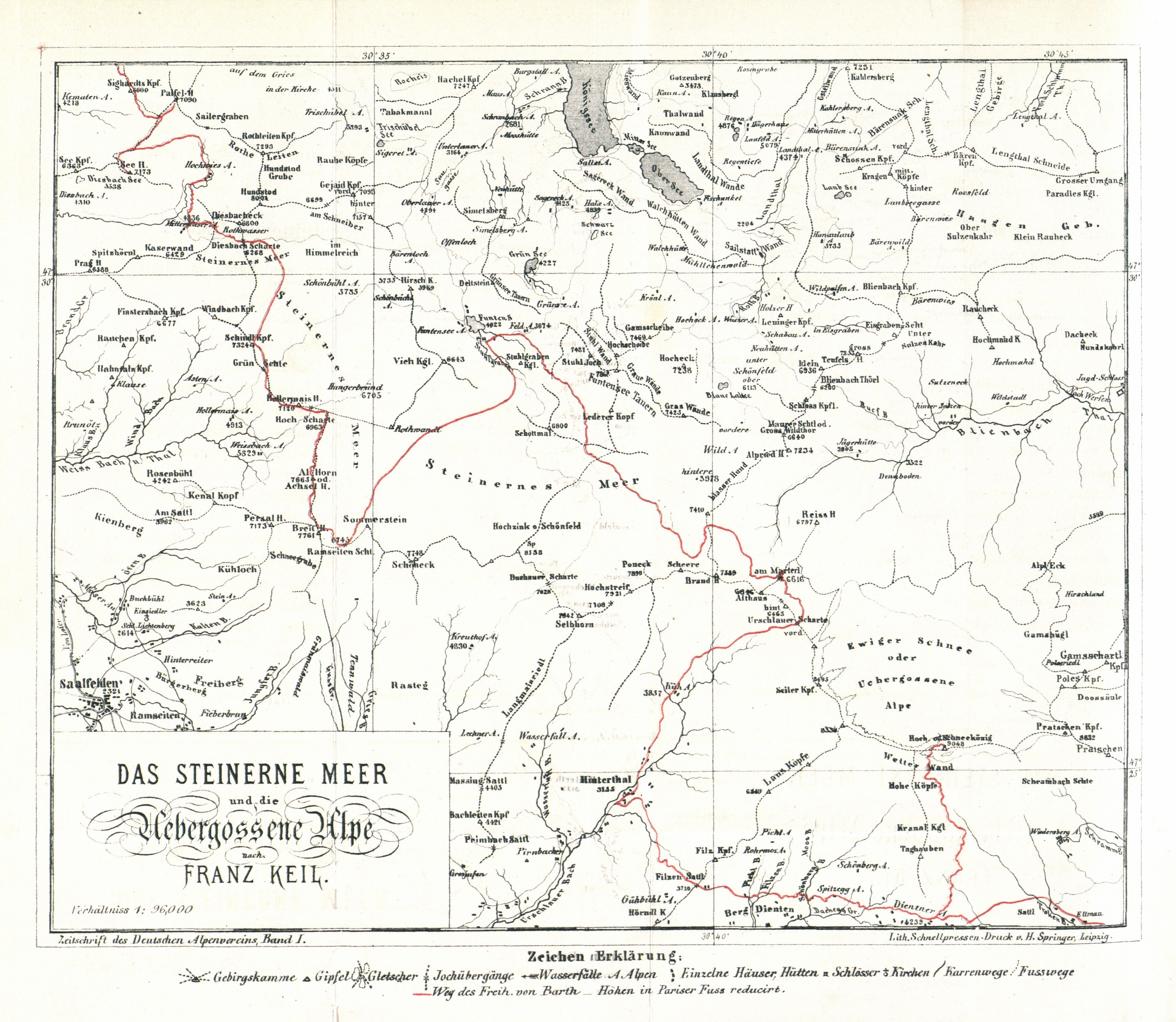
Karte des Steinernen Meers von Franz Keil (Höhen in Pariser Fuß)

Franz Keil (* 22. Juni 1822 in Graslitz; † 10. März 1876 in Marburg an der Drau) war ein böhmisch-österreichischer Geoplastiker, Kartograf und Alpinist. Er gilt als bedeutender Erbauer der im 19. Jahrhundert beliebten Gebirgsreliefs.

## Leben
Keil konnte sich wegen der schlechten finanziellen Situation seiner Familie zunächst kein Studium leisten. Er  absolvierte  in Königsberg und später in Falkenau eine Apothekerlehre. Ab 1845 besuchte er schließlich die deutsche Karl-Ferdinands-Universität in Prag, wo er Pharmazie studierte. 1846 wurde er Assistent für Botanik, brach sein Studium aber 1848 ab und musste seine Assistentenstelle aufgeben. Daraufhin ging er nach Wien und arbeitete später in Graz und Bad Gastein als Provisor. Von Oktober 1852 bis September 1858 war er Apotheker in Lienz. Dort begann er mit dem Bergsteigen. Im Jahr 1853 bestieg er den Großvenediger, 1855 den Großglockner.
In Lienz traf er 1853 auf den hier mit Geologischen Landesaufnahmen beschäftigten Dionys Stur und die folgende Zusammenarbeit befruchtete seine weiteren Forschungen.
Er begann sich neben Geognosie, Kartografie und Meteorologie mit der Herstellung von Reliefs zu befassen. Nach seiner ersten erfolgreichen Arbeit, einer Darstellung der Lienzer Dolomiten konnte er, von der Österreichischen Akademie der Wissenschaften gefördert, diese Tätigkeit ab 1859 hauptberuflich ausführen. Seine Reliefs, die besonders als Lehrmittel geschätzt wurden, erstellte er ohne Vorlagen, nur aus dem Gedächtnis und auf Grundlage eigener Höhenmessungen. Dennoch galt sein Relief der Glocknergruppe, eines seiner meistbeachteten Werke, lange Zeit als die genaueste Darstellung des Gebietes. Ein vierzehnteiliges Alpenpanorama im Maßstab 1:48.000, das die Hohen Tauern, die Berchtesgadener Alpen und weitere Teile des Landes Salzburg umfasst, wurde auf der Weltausstellung 1862 in London ausgezeichnet, obwohl nur 10 Teile wirklich vollendet waren. Ursprünglich sollte das Panorama 35 Teile umfassen. Bekannt wurden auch seine Reliefs des Schneebergs und des Untersbergs.
Als Alpinist konnte Franz Keil unter anderem die erste bekannte Besteigung des Hochschobers verzeichnen, auf den heute der Franz-Keil-Weg führt. Auch die Keilspitze (2739 m ü. A.) in den Lienzer Dolomiten und die Keilscharte in den Hohen Tauern sind nach ihm benannt. Er gilt auch als Erstbesteiger des Rainerhorns (3559 m) und des Spitzkofels (2717 m) bei Lienz. Der Bau der Johannishütte in der Venedigergruppe geht auf seine Initiative zurück.
Franz Keil starb 1876 in Marburg, wo er seit 1870 gelebt hatte, nachdem er bei einem Absturz schwer verletzt und durch ein daraus folgendes Rückenmarkleiden gelähmt war.